# 이놉피나투스나무쥐
이놉피나투스나무쥐(Musseromys inopinatus)는 쥐과에 속하는 설치류의 일종이다. 학명과 일반명은 필리핀 루손섬의 토착종이다.

## 특징
작은 설치류로 전체 몸길이가 163~166mm이고 꼬리 길이는 85~88mm이다. 발 길이는 18~19mm, 귀 길이는 17mm이며, 몸무게는 최대 19.5g이다. 털은 짧고 부드러운 무성하다. 등 쪽은 갈색과 불그스레한 색을 띠는 반면에 배 쪽은 밝거나 누르스름한 색을 띤다. 머리는 크고 넓으며, 주둥이는 짧다. 눈은 비교적 작다. 귀는 길고 넓으며 끝이 둥글다. 코털은 길다. 꼬리는 머리부터 몸까지 길이와 거의 같다.

## 생태
나무 위에서 사는 야행성 동물로 추정된다. 3월과 4월에 포획한 표본 중에서 임신한 암컷을 발견한 기록이 있다.

## 분포 및 서식지
필리핀 루손섬의 아무야오 산에서만 알려져 있다. 해발 약 1950~2300m 높이의 이끼 숲과 산악 숲에서 발견된다.